# إيلوبروست
إيلوبروست (Iloprost) تركيبه الكيميائي إلوبروست تروميثامين، موسع وعائي، ويؤثر على تراكم الصفائح الدموية.

## الاستطباب
يستخدم لعلاج ارتفاع التوتر الشرياني المتوسط إلى الشديد البدئي أو الثانوي.

## الجرعة
البالغين: يعطى تسريباً وريدياً بمعدل 0.5-2 نانو غرام/كلغ/دقيقة لمدة 6 ساعات يومياً.
يُحضر على شكل محلول معد للتسريب الوريدي بتركيز 67 مكغ/0.5مل.